# Agapetus cralus
Agapetus cralus là một loài Trichoptera trong họ Glossosomatidae. Chúng phân bố ở miền Australasia.